# Swimming (àlbum)
Swimming és el cinquè àlbum d’estudi de l’artista Mac Miller, i l’últim que va treure durant el seu període de vida. Va sortir el 3 d’agost de 2018 per part de REMember Music i Warner Bros. Records. Forma part del gènere Pop Rap i R&B alternatiu, i a part del mateix Mac Miller no s’acredita a ningú a cap de les cançons. Tot i així conté vocals d’artistes com Snoop Dogg, JID i Syd entre d'altres.
Va debutar al top 3 al Billboard 200 d’estats units.

## Llista de cançons[6][7]
| Nº | Nom de la pista:   | Producció:                      | Durada |
| -- | ------------------ | ------------------------------- | ------ |
| 1  | Come Back To Earth | Jon Brion, Mac Miller           | 2:41   |
| 2  | Hurt Feelings      | J. Cole                         | 4:05   |
| 3  | What’s The Use     | Pomo                            | 4:48   |
| 4  | Perfecto           | Tee-WaTT                        | 3:35   |
| 5  | Self Care          | DJ Dahi, I.D. Labs, Nostxlgic   | 5:45   |
| 6  | Wings              | Alexander Spit                  | 4:10   |
| 7  | Ladders            | Pomo, Jon Brion                 | 4:47   |
| 8  | Small Worlds       | Carter Lang, Tae Beast          | 4:31   |
| 9  | Conversation Pt.1  | Cardo, Yung exclusive           | 3:30   |
| 10 | Dunno              | Mac Miller, Parson Brown        | 3:57   |
| 11 | Jet Fuel           | DJ Dahi, Steve Lacy, Mac miller | 5:45   |
| 12 | 2009               | Eric G                          | 5:47   |
| 13 | So It Goes         | Mac Miller, Jon Brion           | 5:12   |

## Sortida de l’àlbum
El Tour de swimming va ser anunciat el 23 de juliol de 2018 amb els artistes JID i Thundercat, però va ser cancel·lat a causa de la mort de Mac Miller el 7 de setembre de 2018.
Swimming va sortir oficialment a nivell mundial el 3 d’agost de 2018, a través de Warner Bros. Records.

### Singles
Els tres senzills Small Worlds, Self Care i What’s The Use van acompanyar l’àlbum per promocionar-lo.

## Recepció de la crítica
L’àlbum va rebre crítiques com un 7.5/10 a la revista Pitchfork, 4/5 estrelles a The Guardian, un 4/5 a Highsnobety i un 3.5/4 a RollingStone.

### Nomenaments i premis
Va ser nomenat al millor àlbum de rap als premis Grammy però el premi se'l va emportar Cardi B amb Invasion Of Privacy.

### Aparicions a llistes i rànkings
| Llista                                                       | Número | Ref.   |
| NPR: Best rap albums of 2018                                 | #13    | [ 16 ] |
| RollingStone: 30 best Hip-Hop albums of 2018                 | #18    | [ 17 ] |
| BILLBOARD: The 20 best Hip-Hop albums of 2018: critics picks | #12    | [ 18 ] |
| HIPHOPDX: The best rap albums of 2018                        | #17    | [ 19 ] |
| DJBOOTH: 50 best Hip-Hop and R&B albums of 2018, ranked      | #6     | [ 20 ] |
| COMPLEX: The best albums of 2018                             | #11    | [ 21 ] |